# Davor Marcelić
Davor Marcelić (1969.) je hrvatski košarkaš i državni reprezentativac. Igra na mjestu krila. Visine je 198 cm. Igrao je u Euroligi sezone 1998./99. za hrvatski klub Cibonu.
Sudjelovao je na OI 1996.
S Cibonom je osvojio Košarkaški Kup Hrvatske 1994./95., 1995./96. i 1998.99.
Igrao je u Zadru, za momčad američkog sveučilišta Južnog Utaha Thunderbirdse, Cibonu, Krku i drugdje. 